# مایک لسچف
مایک لسچف (انگلیسی: Mike Laschev؛ زادهٔ ۲۰ اوت ۱۹۵۳) بازیکن فوتبال اهل اتحاد جماهیر شوروی سوسیالیستی است.